# Saint-Palais-de-Négrignac
Saint-Palais-de-Négrignac är en kommun i departementet Charente-Maritime i regionen Nouvelle-Aquitaine i västra Frankrike. Kommunen ligger  i kantonen Montlieu-la-Garde som ligger i arrondissementet Jonzac. År 2022 hade Saint-Palais-de-Négrignac 417 invånare.

## Befolkningsutveckling
Antalet invånare i kommunen Saint-Palais-de-Négrignac
Referens:INSEE